# Valtatie 29
De Valtatie 29 is een primaire hoofdweg in Finland met een lengte van circa 16 kilometer. De weg verbindt de stad Keminmaa met de stad Tornio. De weg is uitgebouwd als autosnelweg en loopt over het gehele traject gelijk met de E88. De Valtatie 29 is de meest noordelijke snelweg ter wereld.